# Франція в Європейському Союзі
Відносини між Французькою Республікою та Європейським Союзом — це вертикальні відносини між наднаціональною організацією та однією з її держав-членів.
Франція є однією з держав-засновниць Європейського Союзу. Країна 12 років головувала в Раді Європейського Союзу.

## Співвідношення права Європейського Союзу та права Франції

### Конституція
З 1992 року Конституцію Франції переглядали чотири рази:
- у 1992 році, коли було ратифіковано Маастрихтський договір
- у 1993 році для Шенгенської угоди
- у 1999 році для Амстердамського договору
- у 2003 році щодо ордера на арешт

### Транспозиція
Щороку Рада за пропозицією Європейської Комісії ухвалює понад 600 регламентів і більше сотні директив.
У Франції, згідно зі звітом Бернара Карайона з липня 2006 року, Делегація до Європейського Союзу Національних зборів передала на розгляд депутатів 231 текст протягом парламентського 2004-2005 року. У більшості випадків метою закону є застосування положення Співтовариства, або як частину офіційної транспозиції, або тому, що питання належить до компетенції Співтовариства.
За оцінками Генерального Секретаріату Уряду, частка права Співтовариства в законодавчій діяльності становить приблизно 60-70 % нових текстів. Цю частку планується виміряти.

## Позиціонування відносно Європейського Союзу

### Громадська думка
У 2017 році 57% французів вважають, що європейське будівництво – це добре, проти 31% протилежної думки.
Однак, починаючи з 1990-х років, громадська думка Франції досить постійно займала досить негативну позицію щодо європейського будівництва. У 2012 році, під час двадцятої річниці референдуму щодо ратифікації Маастрихтського договору, опитування громадської думки  показало, що якби цей референдум був проведений знову, французькі виборці проголосували б «проти» на рівні 64%, тобто дуже значна більшість (для протоколу, у вересні 1992 року голосування «за» перемогло з незначною кількістю голосів — 51%).
Подібне спостереження було зроблено в 2015 році: через десять років після відхилення проекту Європейського конституційного договору 55% поданих голосів, опитування показує, що якби французи голосували знову, вони б відхилили той самий договір 62%, тобто навіть більш явною більшістю, ніж під час перемога «ні» 29 травня 2005. У 2008 році Лісабонський договір був ратифікований Францією через парламент. Оскільки його зміст у всьому світі еквівалентний змісту Конституційного договору 2005 року, цю ратифікацію часто суворо оцінювали як колишні опоненти проекту Конституційного договору, так і певні політичні аналітики, які іноді вбачають у ньому «демократичну зраду» або будь-яку справа про обхід народного голосування 2005 року. Цей епізод підтримав би недовіру багатьох громадян Франції щодо європейського будівництва. У лютому 2019 року Центр європейських політичних досліджень у Фрібурзі оприлюднив аналітичний звіт, згідно з яким Франція, поряд з Італією, була б серед країн, на які запровадження єдиної валюти мало б найбільший економічний. Розповсюдження цього звіту кілька разів використовувалося французькими противниками євро та Європейського Союзу.
Після Brexit було проведено кілька опитувань громадськості Франції щодо гіпотетичного Frexit. Під час опитування Ifop, проведеного в лютому 2022 року для Génération Frexit, 63% опитаних висловилися за організацію референдуму щодо членства Франції в Європейському Союзі. Однак інші опитування, цього разу про те, в якому напрямку проголосували б французькі виборці, якби такий референдум відбувся, навпаки, показують, що французи, швидше за все, не проголосували б вихід Франції з Європейського Союзу.
Зрештою, якщо єврофобія залишається меншістю серед французів, то євроскептицизм, навпаки, видається досить поширеним. Відносини між громадською думкою Франції та Європейським Союзом є досить складними. У січні 2022 року, коли набуло чинності головування Франції в Європейському Союзі, стаття в економічному щоденнику Les Echos, написана на основі опитування Elabe, зазначала, що європейське питання глибоко розділило громадську думку французів : «На запитання про інтерес до ЄС респонденти поділяються на три табори : 39 % Французи вважають, що Європа приносить стільки ж переваг, скільки й недоліків; 33 % кажуть, що недоліків більше і 27 % думають навпаки, що переваги переважують недоліки».
Французька громадська думка зрештою досить критично позиціонує себе щодо Європейського Союзу. Схоже, цей висновок підтверджується результатами першого туру президентських виборів у Франції 2022 року, де кандидати, які загалом вважаються «єврофобами» або «євроскептиками», набрали 56% поданих голосів.

### Політичні партії

#### Євроскептичні партії
Рухи за суверенітет мають або євроскептичний, або альтер-європейський характер (за іншу Європу).
Праворуч і вкрай праворуч Філіп де Вільє, президент Руху за Францію, є однією з найбільш символічних фігур правого євроскептицизму. Крайні праві також широко виступають проти нинішнього євробудівництва, їхній головний представник Національний фронт має кількох депутатів у Європарламенті. Однак суверенізм далеко не є винятковим для націоналістичних правих.
Ліворуч і на лівому краї також присутній євроскептицизм, зокрема республіканець Жан-П'єр Шевенман та його партія Республіканський і громадянський рух (MRC). Помітний євроскептицизм щодо Договору про створення Конституції для Європи, зокрема, спричинив внутрішні розбіжності всередині Соціалістичної партії під час референдуму 2005 року, фактично досить чітка більшість активістів всередині країни висловилися на підтримку проекту договору, але кілька лідерів, як-от Лоран Фабіус, вели кампанію. для "ні". Інші групи, такі як Les Verts, пережили подібну ситуацію, і їх перетинають різні течії щодо майбутнього європейського будівництва. Ліві формування, такі як Французька комуністична партія чи Ліва партія Жана-Люка Меланшона, виступають за переорієнтацію європейської політики. Можна також знайти євроскептиків серед крайніх лівих, зокрема троцькістів, Революційної комуністичної ліги, а сьогодні Нова антикапіталістична партія (NPA) дуже критично ставляться до Європейського Союзу, як і Лютте Уврієр або знову Незалежна робітнича партія, яка виступає за чистий розрив з Європейським Союзом.

## Відносини

### Економічні відносини
Франція є чистим платником до бюджету Європейського Союзу. З 1992 року платежі Франції до ЄС, а також її чистий внесок зросли. Франція заплатила ЄС 10,5 мільярдів євро в 1992 році порівняно з 22 мільярдами в 2015 році; її чистий внесок становив 2 млрд у 1992 році проти 8 млрд у 2015 році. 2008 рік знаменує собою поворотний момент у напрямку посилення бюджетних зобов’язань з боку Франції в контексті глобальної економічної рецесії. Головним внеском Європейського Союзу в економіку Франції є Спільна сільськогосподарська політика та доступ до спільного європейського ринку.

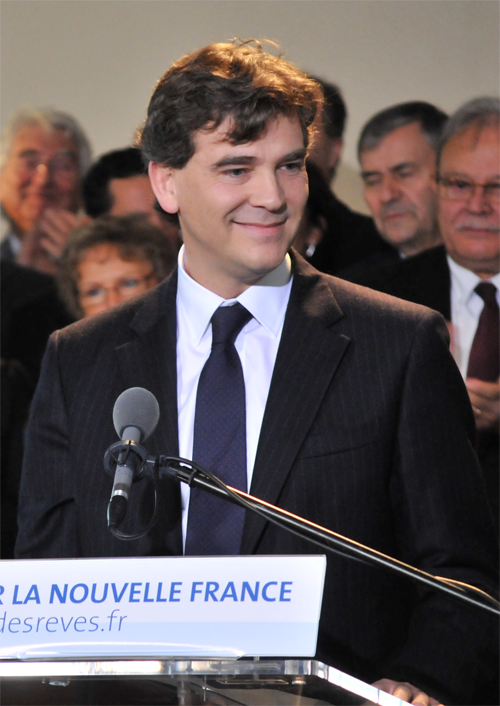
Арно Монтебур, міністр економіки та відновлення виробництва з 2012 по 2014 рік.

Франція інколи виступає проти Європейського Союзу, коли той захищає свій фіскальний суверенітет або проводить політику економічного патріотизму. Таким чином, з нагоди оприлюднення у 2014 році «Монтебурзького» декрету Франція відмовилася від міжнародних зобов’язань, укладених на європейському рівні, і досягла принципу свободи капіталу в Європі.

### Дипломатичні відносини
У 2018 році Amnesty International виявила, що Франція продовжувала постачати зброю до Єгипту, незважаючи на те, що Рада ЄС із закордонних справ погодилася призупинити дію ліцензій на експорт до Єгипту таких матеріалів.